# Шляхова швидкість
Шляхова (чи Земна) швидкість повітряного судна — це його швидкість відносно земної (водної) поверхні. Використовується з метою аеронавігації, а також при відображенні літальних апаратів на екранах наземних радарів, та у штурманській справі - літаководінні. В міжнародних джерелах має найменування Ground Speed.
Для цілей пілотоування шляхова швидість не використовується, оскільки для таких випадків застосовується величина швидкості повітряного судна відносно повітряного потоку(повітряна швидкість).
Як і всі визначення швидкості, має векторне вираження, тобто має як числовий вимір, так і направлення.
Шляхова швидкість літака може бути отримана (або обчислена) екіпажем повітряного судна кількома різними способами:
- На підставі візуального спостереження наземних орієнтирів і часу їх прольоту.
- На підставі істинної швидкості, а також метеорологічних даних про напрямку і силі вітру на висоті польоту.
- На підставі дійсної швидкості та величини зносу, отриманої або візуальним шляхом, або за допомогою допплерівського вимірювача.
- На підставі даних радіонавігації.
- На підставі даних інерціальної системи навігації.
- Безпосередньо за допомогою приладів супутникової навігації.
- Отримано від служби управління повітряним рухом.